# Cantiere Internazionale d’Arte
Das Cantiere Internazionale d’Arte (it. wörtlich: Internationale Kunstwerkstatt) ist eine italienische Sommerakademie und ein Musikfestival für junge Sänger, Schauspieler, Musiker, Regisseure, Dirigenten und Komponisten, das seit 1976 jährlich in Montepulciano stattfindet und von Hans Werner Henze ins Leben gerufen wurde, der dort eine Reihe seiner Werke zur Uraufführung brachte.
Die in der Werkstatt erarbeiteten Produktionen werden im Rahmen des Festivals aufgeführt. Die Teilnehmer werden von Einwohnern der Stadt beherbergt und verpflegt und müssen ihre Arbeit dafür den Bürgern der Stadt vorführen.
Seit November 2005 liegt die Organisation des Cantiere bei einer Stiftung, die von der Kommune Montepulciano und der Provinz Siena getragen wird: Fondazione Cantiere Internazionale d’Arte di Montepulciano.
Die künstlerische Leitung lag 2009 bis 2011 beim deutschen Komponisten Detlev Glanert, 2012 bis 2014 bei Vincent Monteil und von 2015 bis 2020 bei Dirigent Roland Böer, der für das Festival seit 2009 auch als musikalischer Direktor tätig war. Ab 2024 liegt die künstlerische Leitung bei Mariangela Vacatelli als Nachfolgerin von Mauro Montalbetti.

## 1980
Beim 5. Cantiere wurde Henzes Kinderoper Pollicino in der Regie von Willy Decker und mit dem Bühnenbild von Peter Nagel unter der Mitwirkung von Laiendarstellern aus der Kommune uraufgeführt. In dem Jahr wirkten an dem Cantiere unter anderem als ausführende Künstler, Dirigenten, Regisseure und Choreografen mit: Elena Calivà; Gaston Fournier-Facio; Jan Latham-Koenig; Helge Slaatto; Reinbert Evers; Homero Francesch; William Forsythe; Uwe Scholz; Farhad Mechkat; Giovanni Lombardo Radice; Gianluigi Gelmetti; Howard Arman; Volker Schlöndorff; Gerhard Schmidt-Gaden; Dennis Russell Davies; Markus Huber; Spiros Argiris; Cristóbal Halffter; Gidon Kremer; Jelena Dmitrijewna Baschkirowa; Romuald Tecco; Olimpia Carlisi. Uraufgeführt wurden auch 12 Klavierstücke von Tilo Medek.